# Udidlo

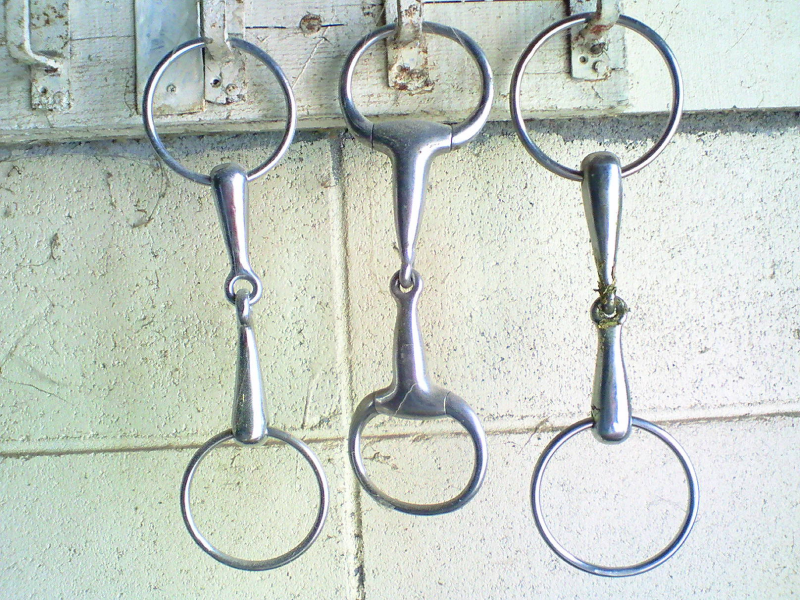
Udidla

Udidlo je součástí uzdečky a uzdy. Tento nástroj slouží k ovládání koně. Udidel existuje mnoho typů – liší se použitým materiálem (nejčastěji kov, guma, plast, ale také provaz, kůže), lomením, tvarem, tloušťkou a šířkou – tyto faktory společně určují způsob působení na koňskou hubu.
Udidlo spolu s uzdečkou a otěžemi tvoří kompletní uzdění.

## Rozdělení

### Dělení podle lomení
- Udidla nelomená – měkké varianty se používají pro mladé koně, tvrdé varianty jsou neforemné
- Udidla jednou lomená – udítko ze dvou částí spojené kloubem; působí více na koutky
- Udidla 2× lomená – udítko ze tří částí spojené klouby; působí více na jazyk
- Udidla vícekrát lomená („řetízková“) – ostrá

### Dělení podle tvaru a stylu působení
- Stihlové udidlo – nejčastěji používané udidlo s volně se protáčejícími kroužky
- Olivové udidlo – kroužky napevno připevněny k udítku
- Déčkové udidlo – oproti olivovému udidlu působí též zboku na čelist a působí jako malá páka.
- Roubíkové udidlo – speciální ramena po stranách udítka působí zvenku na čelist
- Sněhulák – udidlo které se dá nastavit buď jako pákové nebo stíhlové
- Fuga – ostřejší verze udidla sněhulák, při zatáhnutí za otěž se udidlo posune v koňské tlamě výš
- Pákové udidlo – nejčastěji nelomené; ramena po stranách vytváří pákový efekt
- Štajgr – velmi ostré udidlo určené k vodění problémových koní
- Hackamore – bezudidlové uždění vyvíjející pomocí páky velmi velký tlak na nos a čelist koně
- Parkurová udidla – Thiedelmany – jemný pákový efekt, má podepínací řemínek, ale není třeba jezdit s ním [1]

## Možné zdravotní potíže koně
Pokud jezdec přílišně trhá za otěže, může udidlo koni závažně poranit hubu. Proto někteří jezdci používají tzv. „bezudidlové uzdečky“. Proto zde vždy platí pravidlo méně je někdy více.